# 非機能要件
非機能要件(Non-functional requirement)とは、システム設計や情報システム開発上の要求分析において、要件、システム要件といった機能面以外の全般を指す。
機能要件を実装するための設計がシステム設計であり、非機能要件を実装するための設計がシステムアーキテクチャとなる。
広義には、機能要件とはシステムが動作する内容について定義し、非機能要件とはシステムが動作する方法を定義すると言える。
機能要件は「要件に対するシステムのふるまい」の形で記述され、通常はシステム一部の個々の動作が明示されたり、数学関数として表されたり、あるいはブラックボックスとしての説明だったり、機能モデルとして説明される。
一方、非機能要件は、特定の状態のシステムとしてではなく、機能の全体的な特性を「システムが要件を満たさなければならない」の形で記述される。非機能要件は、システムの全体的な特性として、開発プロジェクトが成功したか失敗したかどうかの指標としても利用される。
日本情報システムユーザー協会(JUAS)が発行した『非機能要件要求仕様定義ガイドライン』では以下の10種類に分類し定義している。
- 機能性
- 信頼性
- 使用性
- 効率性
- 保守性
- 移植性
- 障害抑制性
- 効果性
- 運用性
- 技術要件

システム基盤の発注者要求を見える化する非機能要求グレード検討会では、『非機能要求グレード』において以下の6つの大項目、35の中項目で、非機能要件の要求項目を定めている。
- 可用性
  - 可用性、耐障害性、災害対策、回復性、成熟性
- 性能・拡張性
  - 業務処理量、性能目標値、リソース拡張性、性能品質保証
- 運用・保守性
  - 通常運用、保守運用、障害時運用、運用環境、運用・保守体制、運用管理方針
- 移行性
  - 移行時期、移行方式、移行対象（機器）、移行対象（データ）、移行計画
- セキュリティ
  - 前提条件・制約条件、セキュリティリスク対応、セキュリティ診断、セキュリティリスク管理、アクセス・利用制限、データの秘匿、不正追跡・監視、ネットワーク対策、マルウェア対策、Web対策
- 環境・エコロジー
  - システム制約/前提条件、システム特性、適合規格、機材設置環境条件、環境マネージメント